# Ferrari 250 GT Berlinetta Tour de France
Ferrari 250 GT Berlinetta "Tour de France" är en sportvagn, tillverkad av den italienska biltillverkaren Ferrari mellan 1956 och 1959.

## 250 GTB "Tour de France"
Ferrari hade byggt sportvagnar till privatförare redan från den första 125 S-modellen. När FIA införde ett världsmästerskap säsongen 1953 kom Scuderia Ferrari att dominera mästerskapet under den första tioårsperioden med sina sportvagnsprototyper. Till säsongen 1956 införde FIA en GT-klass för privatförare med bilar som Aston Martin DB2/4, Mercedes-Benz 300 SL och Ferrari 250 GT. Ferrari tog fram en variant av 250-modellen, kallad 250 GT Berlinetta avsedd för tävlingar.
Pininfarina tog fram en ny kaross som sedan byggdes av Scaglietti, Ferraris leverantör av tävlingskarosser. Chassit hade en hjulbas på 260 cm, samma som övriga 250-modeller, men det byggdes med tunnare rör för att hålla nere vikten. Bilen fanns i två utföranden: en landsvägsversion med stora delar av karossen i stål, förutom dörrar och luckor, och lite lyxigare inredning, samt en ren tävlingsbil, Competizione, med hela karossen i aluminium och rutor i plexiglas för att få ner vikten, vassare motor med andra kamaxlar, större ventiler och förgasare och all tung komfortutrustning och ljudisolering bortrensad från sittbrunnen. Dessa bilar byggdes dock enligt kundens eget önskemål och specifikationen skiljer mellan varje exemplar. Landsvägsvagnar fick tävlingsmotor, Competizione-modeller fick mer ombonad inredning och så vidare.
Ferraris Colombo-motor var vid det här laget en väl utprovad kraftkälla och Berlinettan blev mycket framgångsrik. Den vann bland annat Tour de France fyra år i rad mellan 1956 och 1959 och modellen har därför blivit känd under tillnamnet ”Tour de France”.

## 250 GT "Interim Berlinetta"
De sju sista bilarna som byggdes med hjulbasen 260 cm fick en ny kaross från Pininfarina, som senare återkom på efterträdaren 250 SWB. Dessa bilar kallas inofficiellt ”Interim Berlinetta” och skiljs lättast från SWB-modellen genom sin lilla sidoruta bakom dörrarna. Interimsmodellen har även kvar Ferraris akilleshäl: de ineffektiva trumbromsarna.

## Tekniska data
| Tekniska data         | 250 GTB TdF '56                                                  | 250 GTB TdF '59                                                  |
| --------------------- | ---------------------------------------------------------------- | ---------------------------------------------------------------- |
| Motor:                | Frontmonterad 60° 12-cylindrig V-motor                           | Frontmonterad 60° 12-cylindrig V-motor                           |
| Cylindervolym:        | 2953 cm³                                                         | 2953 cm³                                                         |
| Borrning x slaglängd: | 73,0 x 58,8 mm                                                   | 73,0 x 58,8 mm                                                   |
| Kompression:          | 8,5:1                                                            |                                                                  |
| Max effekt:           | 240 hk vid 7 000 v/min                                           | 260 hk vid 7 000 v/min                                           |
| Ventilstyrning:       | En överliggande kamaxel per cylinderrad, 2 ventiler per cylinder | En överliggande kamaxel per cylinderrad, 2 ventiler per cylinder |
| Förgasare:            | 3 Weber 36 DCL3                                                  | 3 Weber 36 DCL3                                                  |
| Växellåda:            | 4-växlad manuell                                                 | 4-växlad manuell                                                 |
| Hjulupphängning fram: | Dubbla tvärlänkar, skruvfjädrar                                  | Dubbla tvärlänkar, skruvfjädrar                                  |
| Hjulupphängning bak:  | Stel bakaxel, längsgående bladfjädrar                            | Stel bakaxel, längsgående bladfjädrar                            |
| Bromsar:              | Hydrauliska trumbromsar                                          | Hydrauliska trumbromsar                                          |
| Chassi:               | Fackverksram av stål                                             | Fackverksram av stål                                             |
| Hjulbas:              | 260 cm                                                           | 260 cm                                                           |
| Torrvikt:             | 1050 kg                                                          | 1050 kg                                                          |
| Toppfart:             | 252 km/h                                                         |                                                                  |

## Tävlingsresultat
Ferrari 250 GT Berlinetta köptes främst av privatförare som deltog i klubbtävlingar och nationella mästerskap. Bilen kördes även i sportvagns-VM:s GT-klass av privatstall som Ecurie Francorchamps och NART. Till de största framgångarna hör de fyra raka segrar i Tour de France mellan 1956 och 1959, som gav modellen dess tillnamn.

## Tillverkning
| Modell          | Antal |
| --------------- | ----- |
| 250 GTB TdF     | 77    |
| 250 GTB Interim | 7     |